# Amour et Sparadrap
 (octobre 2018).
Amour et Sparadrap est un roman de Charles Exbrayat publié en 1960.
Le roman a reçu le prix du roman d'aventures en 1958.

## Résumé

### Mise en place de l'intrigue
En 1959 à Liverpool, à 23 ans, Francis finit Eton College et Bert lui annonce la mort de ses parents. Le père de Bert l'engage. Il s'éprend de Maureen, serveuse irlandaise. Lors d'un rendez-vous avec elle, des dealers leur achètent le sac qu'il a pris au lieu du sac de bonbons qu'il avait acheté et les frappent. Il la remmène chez ses parents où son frère ainé le frappe. Plus tard, il est agressé dans la rue. Il rend l'argent aux dealers. 

### Enquête et aventures
Après une dispute, il embrasse Maureen sur ses sparadraps. Il la surprend avec Bert et apprend la mort d'un dealer. Il se bat avec Bert puis ils s'expliquent. Il renoue avec Maureen mais son frère lui ouvre le crane. Le 2e dealer est arrêté mais Francis feint ne pas le reconnaître car Maureen a été enlevée. 

### Dénouement
Il la trouve, tue le dealer et découvre qui est le chef, tueur aussi de ses parents.